# Municipio de Ambrolauri
El municipio de Ambrolauri (en georgiano: ამბროლაურის მუნიციპალიტეტი) es un municipio de Georgia perteneciente a la región de Racha-Lechjumi y Baja Esvanetia. El área total del municipio es 1142 kilómetros cuadrados (441 mi²) y su centro administrativo es la ciudad de Ambrolauri. La población era 10.405, según el censo de 2021. 

## Geografía
Ambrolauri limita con los municipios de Lenteji y Tsageri en el oeste, Oni en el este; Tsjaltubo, Tkibuli y Chiatura en el sur.
Ambrolauri está situado en la zona de la vertiente sur del Gran Cáucaso y limita con varias subcordilleras del Cáucaso. Su límite geográfico sur es la Cordillera de Racha, mientras que en el norte está limitado por la Cordillera de Lechjumi, donde se encuentran los picos de las montañas más altas. El municipio está atravesado por el río Rioni y sus afluentes Krijula, Znakura, Shareula, Lujuni, Ritseula y Askistskali. Debido al carácter montañoso la tierra agrícola ocupa 240 km2 (21%) del poco poblado territorio municipal. El municipio contiene ricos recursos de arsénico y yeso. 

## Historia
El municipio se creó como raión en 1930. Hasta entonces, su territorio era parte de uyezd de Racha en la gobernación de Kutaisi y entre 1928 y 1930 del efímero uyezd de Racha-Lechjumi cuando se convirtió en un distrito independiente (raión). En 1951-1953, fue parte del okrug de Kutaisi. Con la creación de regiones administrativas en 1995, Ambrolauri pasó a formar parte de Racha-Lechjumi y Baja Esvanetia. En 2006, el raión se transformó en municipio.
Entre 2014 y 2017, la ciudad de Ambrolauri, como otras seis, se separó del municipio y se convirtió en una ciudad denominada "autogobernada" (o kalaki). En 2017 se revirtió esta decisión y la ciudad de Ambrolauri, como otras seis ciudades, perdió nuevamente su estatus de autogobierno cuando el gobierno central consideró que esta reforma era demasiado costosa e ineficiente.

## Política
La asamblea municipal de Ambrolauri (en georgiano: ამბროლაურის საკრებულო, romanizado: Ambrolauri Sakrebulo) es un órgano representativo en el municipio de Ambrolauri, que consta de 30 miembros que se eligen cada cuatro años. La última elección se llevó a cabo en octubre de 2021. Zviadi Mjeidze del Sueño Georgiano (GD) fue reelegido alcalde para un segundo mandato.
| Partido político | Partido político                       | 2017 | 2021 |
| ---------------- | -------------------------------------- | ---- | ---- |
|                  | Sueño georgiano                        | 28   | 22   |
|                  | Movimiento Nacional Unido              | 2    | 4    |
|                  | Para Georgia                           |      | 3    |
|                  | Lelo para Georgia                      |      | 1    |
|                  | Alianza de los Patriotas de Georgia    | 1    |      |
|                  | Georgia Europea                        | 1    |      |
|                  | Partido Laborista Georgiano            | 1    |      |
|                  | Movimiento Democrático - Georgia Unida | 1    |      |
| Total            | Total                                  | 34   | 30   |

## División administrativa
El municipio consta de 18 comunidades administrativas (temi), y hay una ciudad, Ambrolauri. Algunos de los pueblos de este distrito son Jaristvala, Abanoeti, Abari, Badji, Tjmori o Uravi.

## Demografía
El municipio de Ambrolauri ha tenido una disminución de población desde 1939, teniendo hoy poco más del 25% de los habitantes de entonces. 
| Municipio de Ambrolauri                                                | - | - | - | 38 191 | 26 667 | 24 128 | 20 916 | 17 065 | 16 225 | 9139 | 10 400 |
| Ciudad de Ambrolauri                                                   | - | - | - | 1104   | 3043   | 2317   | 2639   | 2933   | 2541   | 2047 | 2015   |
| Datos: Estadística de población de Georgia desde 1897 hasta hoy. Nota: |   |   |   |        |        |        |        |        |        |      |        |

La población está compuesta por un 99% de georgianos. Hay unas pocas decenas de osetios (0,3%), judíos (0,2%) y rusos (0,1%).
|              | 1939      | 1939       | 1959      | 1959       | 2002      | 2002       | 2014      | 2014       |
| Grupo étnico | Población | Porcentaje | Población | Porcentaje | Población | Porcentaje | Población | Porcentaje |
| ------------ | --------- | ---------- | --------- | ---------- | --------- | ---------- | --------- | ---------- |
| Georgianos   | 37 666    | 98,6%      | 26 490    | 99,3%      | 15 991    | 99,45%     | 9113      | 99,72%     |
| Rusos        | 454       | 1,2%       | 74        | 0,3%       | 46        | 0,29%      | 11        | 0,12%      |
| Ucranianos   | 454       | 1,2%       | 17        | 0,1%       | 8         | 0,05%      | 5         | 0,05%      |
| Osetios      | 11        | 0,1%       | 7         | 0,1%       | 6         | 0,04%      | 3         | 0,03%      |
| Armenios     | 8         | 0,1%       | 31        | 0,1%       | 9         | 0,06%      | 2         | 0,02%      |
| Griegos      | 5         | 0,1%       | 5         | 0,1%       | -         | -          | 2         | 0,02%      |
| Abjasios     | -         | -          | -         | -          | 10        | 0,06%      | -         | -          |
| Judíos       | 21        | 0,1%       | 1         | 0,1%       | -         | -          | -         | -          |
| Alemanes     | 17        | 0,1%       | -         | -          | -         | -          | -         | -          |
| Azeríes      | -         | -          | 7         | 0,1%       | -         | -          | -         | -          |
| Lezguinos    | 1         | 0,1%       | -         | -          | -         | -          | -         | -          |
| Otros        | -         | -          | -         | -          | -         | -          | 3         | 0,03%      |
| Total        | 38 191    | 100%       | 26 667    | 100%       | 16 079    | 100%       | 9139      | 100%       |

## Economía
La agricultura, especialmente la viticultura-vinicultura y la ganadería, es la principal actividad de la población. El cultivo de frutas se está desarrollando en las zonas montañosas. Las principales industrias son las fábricas de vino y las queserías. El vino jvanchkara es un producto clave de Ambrolauri, dado el nombre del pueblo cerca de la ciudad de Ambrolauri. Es la única zona de Georgia donde se permite la elaboración de este vino.

## Infraestructura

### Arquitectura y monumentos

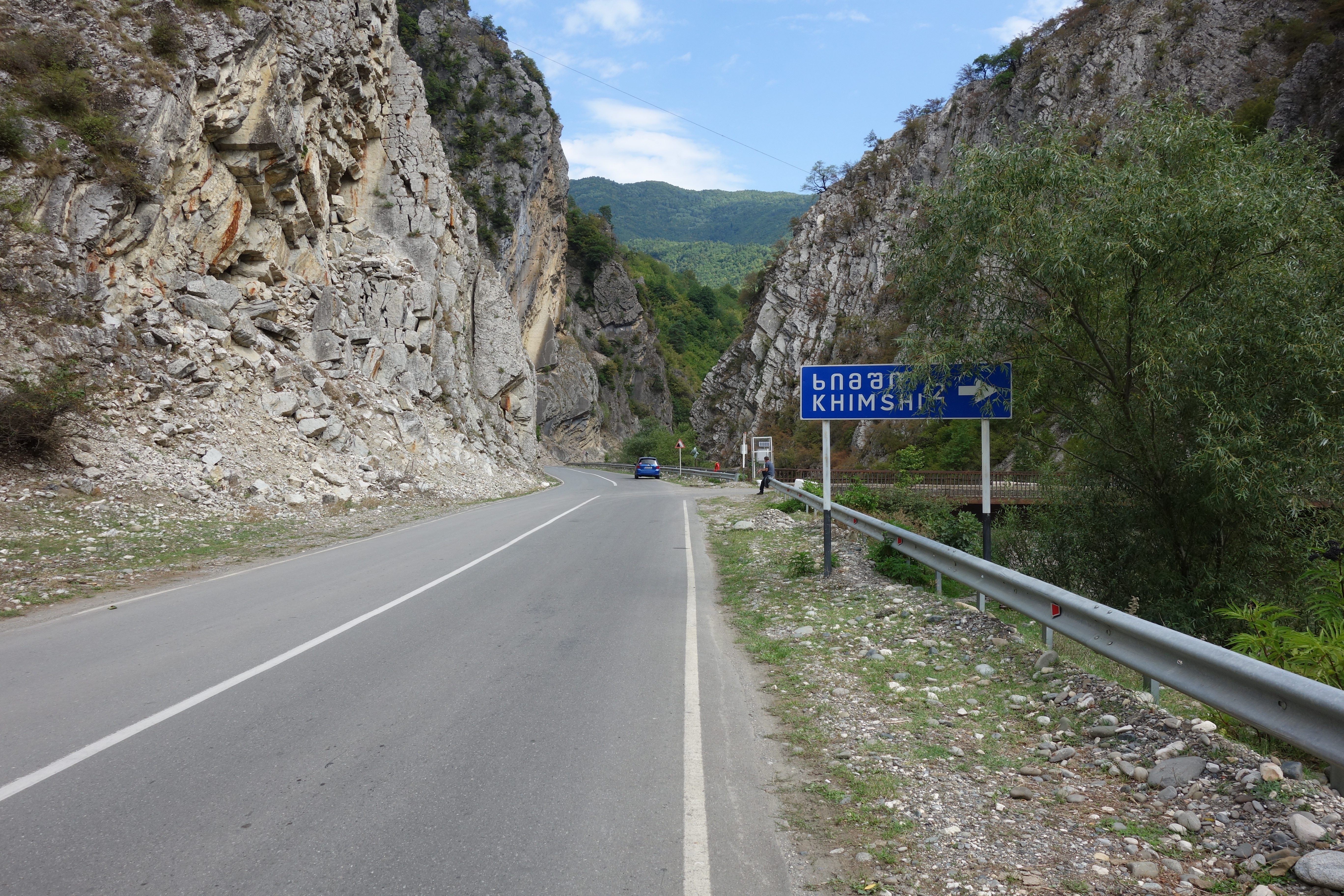
Camino Militar Osetio en Jidiskari

Los monumentos históricos importantes son: la catedral de Nikortsminda (siglo XI), Barakoni, las ruinas de Zemo Kriji, Bugeuli, las iglesias de Patara Oni, la fortaleza del eristavi de Racha, Kvaratsije, la fortaleza de Jotev y otros. Entre los monumentos naturales se encuentran las cuevas kársticas en los pueblos de Nikortsminda y Sjva. El embalse de Shaori se encuentra en el municipio.

### Transporte
El municipio de Ambrolauri está bien conectado con el resto de Racha-Lechjumi y Baja Esvanetia, así como con el resto de Georgia. A través del municipio pasa la ruta nacional SH16 (Kutaisi-Ambrolauri Oni - Paso de Mamisón) que sigue el río Rioni río arriba desde Kutaisi y termina a través de Ambrolauri y Oni en el Paso de Mamisón en la frontera con Rusia. También se conoce como la Camino Militar Osetio, que se construyó originalmente en el siglo XIX como una ruta alternativa de Rusia a Georgia, además de la carretera militar georgiana existente. Hoy la carretera termina en la frontera de facto con Osetia del Sur, poco antes del paso de Mamisón y la frontera rusa. 
La ruta nacional Sh17 conecta el municipio con el centro de Georgia a través de Tkibuli y el aeropuerto de Ambrolauri ofrece vuelos al aeródromo de Natajtari, que da servicio al área de Tbilisi. Desde 1887, la estación de tren más cercana está en Tkibuli, el término de la línea ferroviaria de Kutaisi.

## Galería

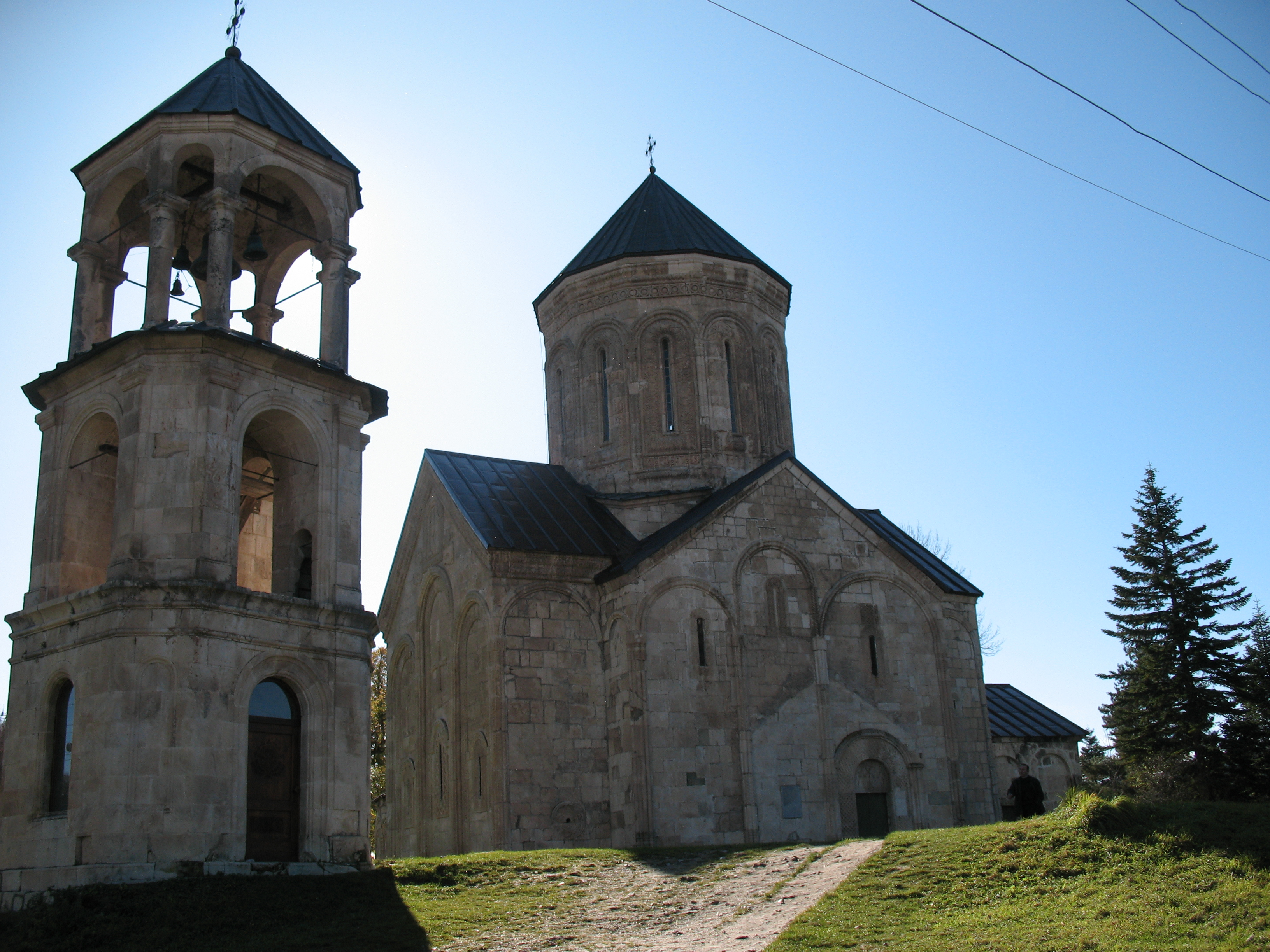
Catedral de Nikortsminda
Embalse de Shaori en otoño
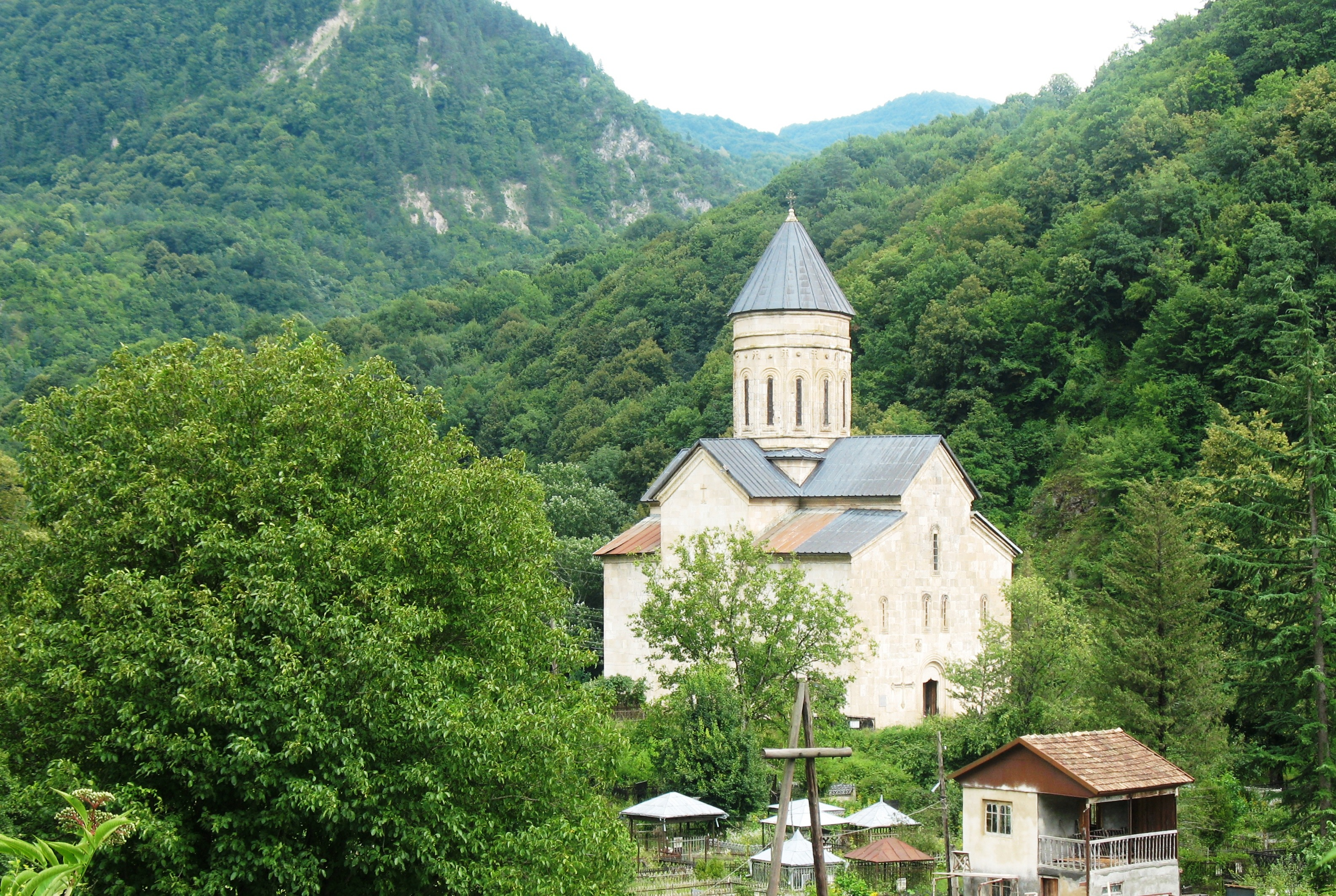
Iglesia de Barakoni
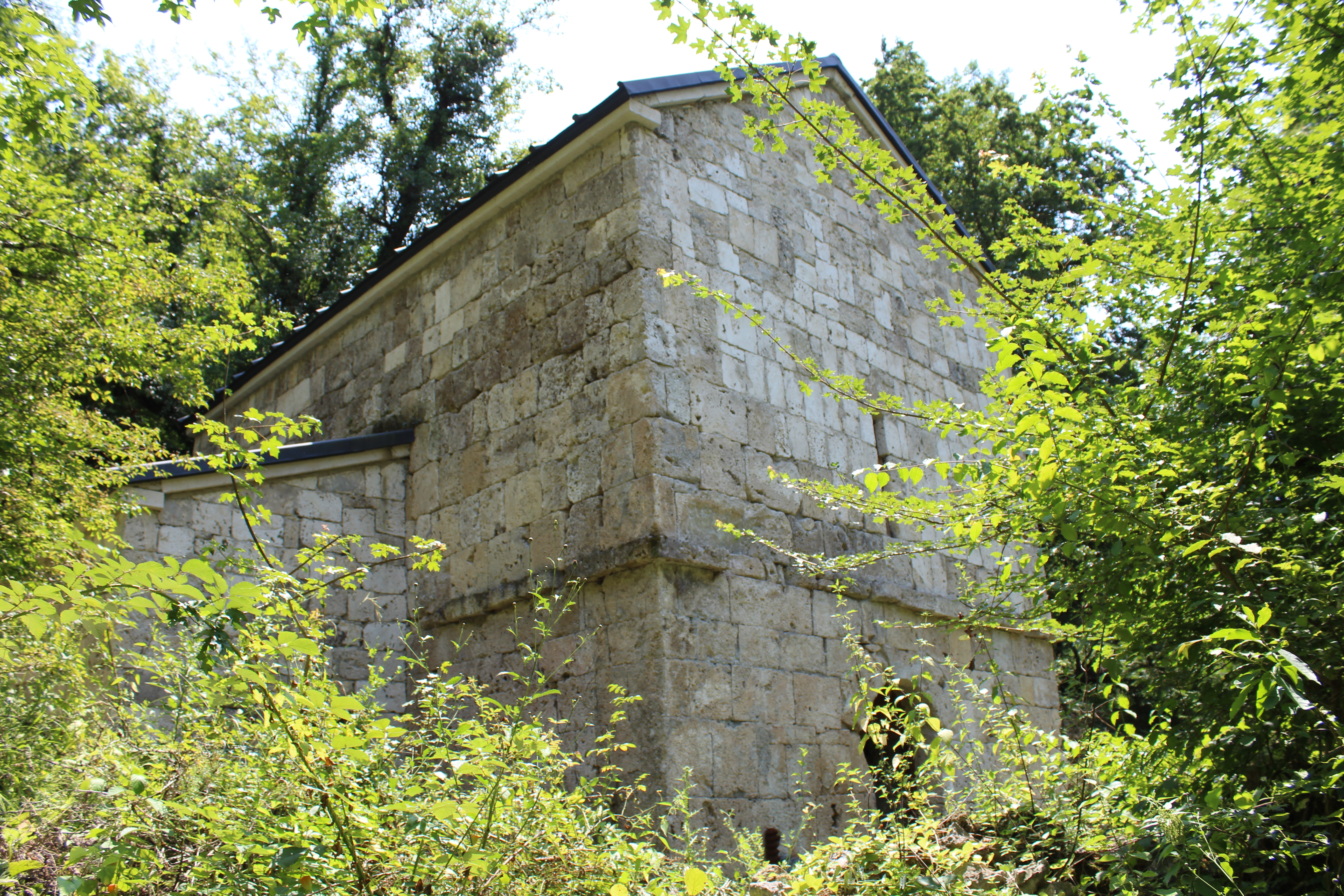
Iglesia de Kldisubani
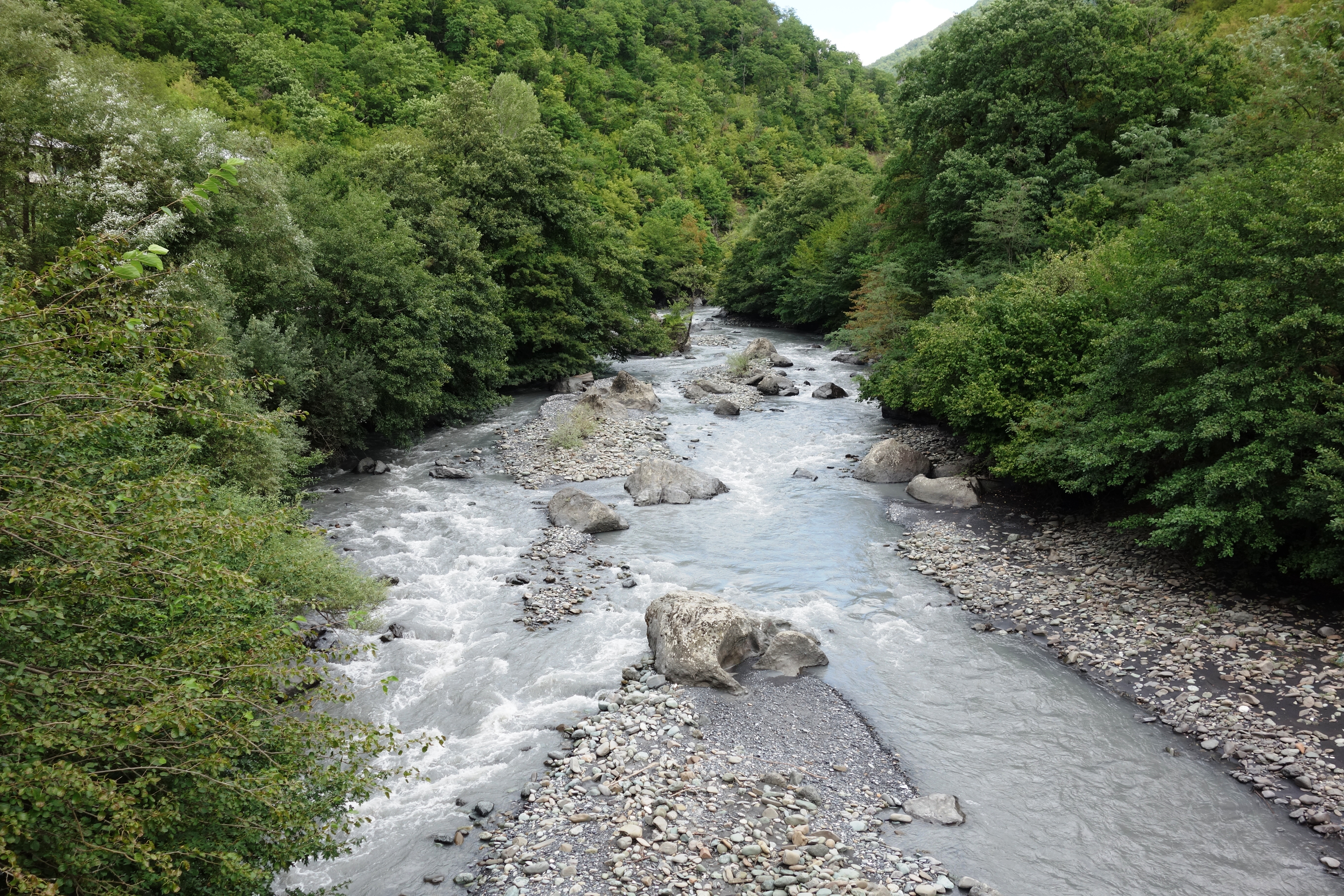
Río Lujuni
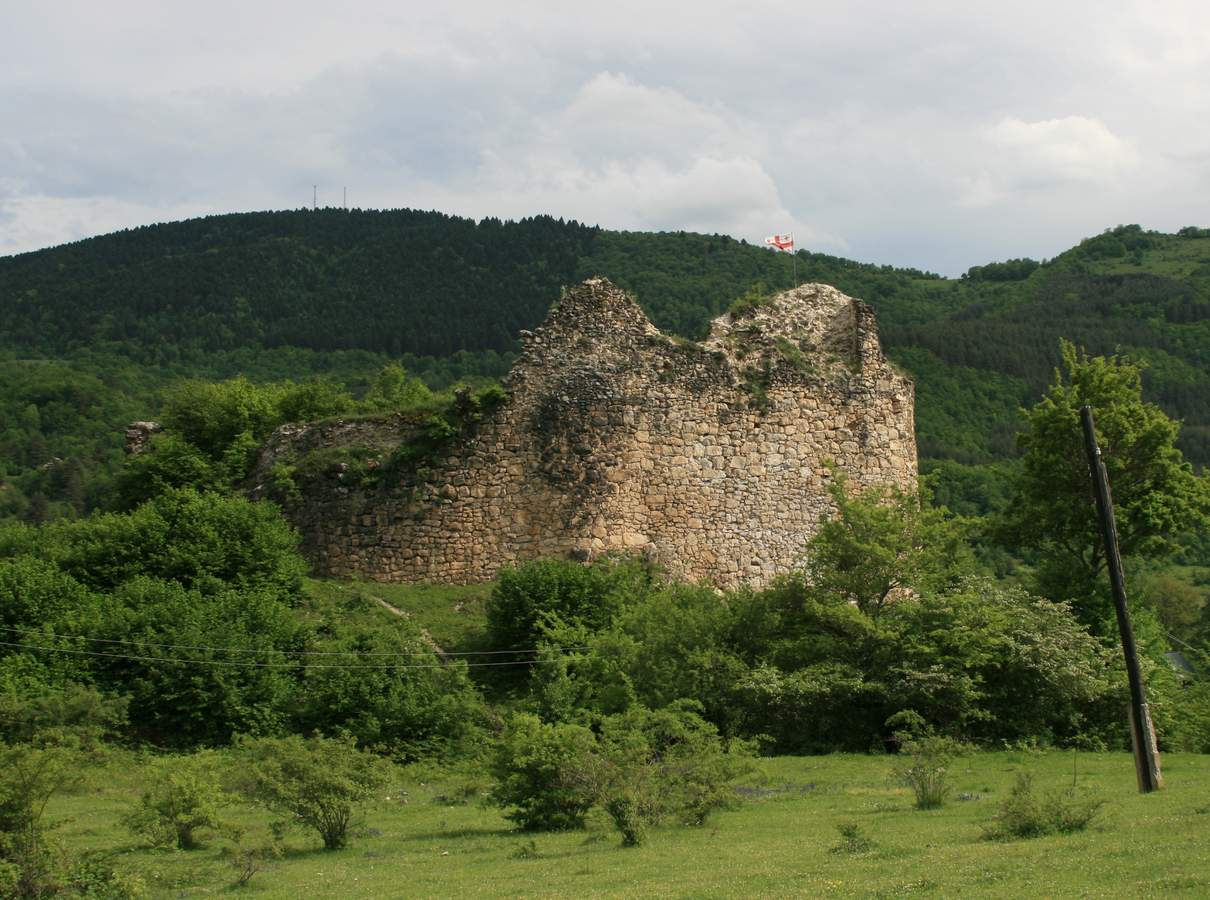
Fortaleza de Jotevi
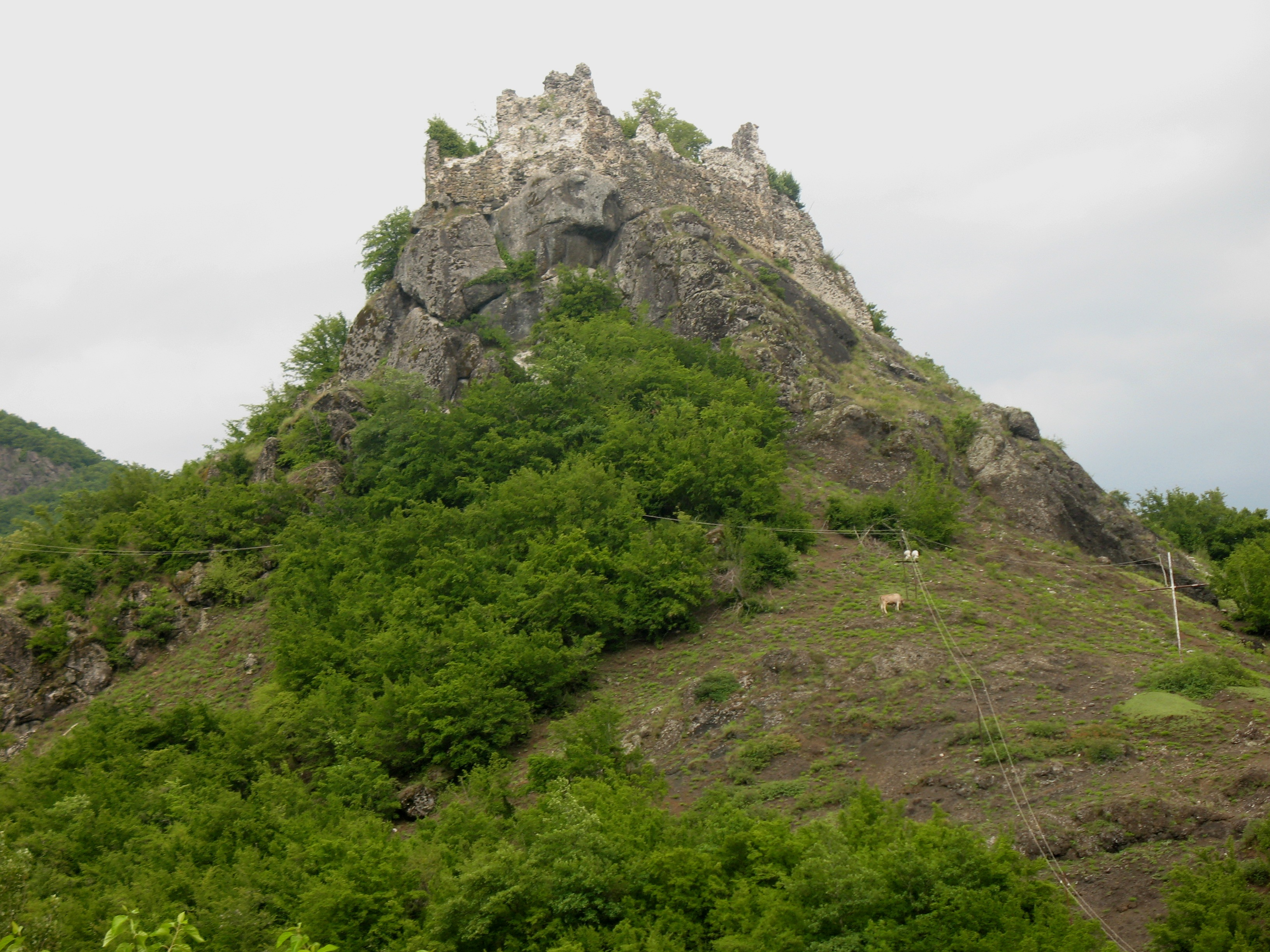
Fortaleza de Minda